# Sam Hanna
Sam Hanna er en fiktiv person i tv-serien NCIS Los Angeles, portrætteret af den amerikanske skuespiller LL Cool J
Sam Hanna er en tidligere Navy SEAL, der arbejder som en Senior NCIS specialagent. Han er hård og gode venner med G. Callen, og er meget nysgerrig omkring Callen fortid. 
Han lever efter Navy SEAL æreskodeks. Han taler og læser arabisk, og bruger dette til at hjælpe holdet med oversættelser og samtaler i forbindelse med behandlingen af arabisk efterforskningsmateriale. Han har en stærk følelse af ære, og går så vidt som til at bringe en sudanesiske forældreløs til USA, efter at have dræbt hans far. Han har en ”svaghed” for unge drenge fra farlige nabolag, muligvis fordi det er i den slags omgivelser, han selv er vokset op. Han kan til tider blive følelsesmæssigt involveret i hans sager, som det ses i forbindelse med hans tætte forbindelser til blandt andet den sudanske forældreløse, en ung dreng, der overværede drabet på sin bror i en drive-by shooting, og bortførelsen af kollega og holdkammerat Dominic Vail.